# Đại học Humboldt Berlin
Viện Đại học Humboldt Berlin (tiếng Đức: Humboldt-Universität zu Berlin), còn gọi là Viện Đại học Humboldt hay Đại học Humboldt, là một trong những viện đại học lâu đời nhất tại Berlin, thành lập năm 1810 với cái tên Viện Đại học Berlin (Universität zu Berlin) bởi nhà cải cách giáo dục và ngôn ngữ học người Phổ Wilhelm von Humboldt. Đây là mô hình viện đại học đã ảnh hưởng đến rất nhiều viện đại học khác ở châu Âu và thế giới phương Tây. Từ năm 1828, viện đại học được biết đến với cái tên Viện Đại học Frederick William (Friedrich-Wilhelms-Universität), và sau đó là Universität unter den Linden. Năm 1949, viện đại học đổi tên thành Humboldt-Universität để tôn vinh người sáng lập Wilhelm von Humboldt và em trai của người này là nhà đại lý học Alexander von Humboldt. Năm 2012, Viện Đại học Humboldt Berlin được chọn là một trong số 11 viện đại học hàng đầu của Đức. Viện đại học này đã đào tạo ra 29 người được giải Nobel và được xem là một trong những viện đại học danh tiếng nhất châu Âu.

## Lịch sử
Viện Đại học Berlin là nơi đã đào tạo rất nhiều nhà tư tưởng vĩ đại của nước Đức cũng như thế giới trong suốt hai thế kỷ qua, những người tiêu biểu nhất trong số đó có thể kể đến nhà triết học duy tâm Johann Gottlieb Fichte, nhà thần học Friedrich Schleiermacher, nhà triết học duy tâm Georg Wilhelm Friedrich Hegel, luật sư Savigny, nhà triết học Arthur Schopenhauer, nhà triết học duy tâm Friedrich Schelling, những nhà vật lý lừng danh như Albert Einstein và Max Planck. Hai nhà sáng lập chủ nghĩa Mác Karl Marx và Friedrich Engels cũng học tại trường này, ngoài ra còn có nhà thơ Heinrich Heine, thủ tướng Phổ Otto von Bismarck, nhà sáng lập Đảng Cộng sản Đức Karl Liebknecht, nhà sáng lập cộng đồng người Phi W. E. B. Du Bois, nhà sáng lập Ủy ban châu Âu Robert Schuman, ngoài ra còn có bác sĩ Johann Friedrich Dieffenbach nửa đầu thập niên 1800. Viện Đại học Berlin là ngôi trường đã đào tạo ra 29 người được giải Nobel.
Cấu trúc của các viện đại học nghiên cứu của Đức, như Viện Đại học Berlin, chính là hình mẫu cho những cơ sở như chính là hình mẫu cho nhiều viện đại học nghiên cứu ở Hoa Kỳ. Một nhà nghiên cứu giáo dục đại học Hoa Kỳ đã viết: "Havard có lẽ không thể trở thành Havard ngày nay nếu không tiếp thu và vận dụng phần nào tinh thần đại học của W. Humboldt".